# Laaggeletterdheid
Laaggeletterdheid (of: functioneel analfabetisme) houdt in dat mensen moeite hebben met de taalvaardigheden lezen en/of schrijven, maar ook rekenen en digitale handelingen. Laaggeletterdheid gaat dus minder ver dan volledige ongeletterdheid of analfabetisme, waarbij mensen helemaal niet kunnen lezen, schrijven, rekenen of zich behelpen op het internet. Geletterdheid en gecijferdheid hangen nauw samen met het probleemoplossend vermogen van een individu, beide vaardigheden zijn onmisbaar voor het zelfstandig kunnen functioneren in de moderne maatschappij. De internationaal gehanteerde 'officiële' definitie van geletterdheid (2011) luidt: Geletterdheid is het kunnen gebruiken van gedrukte en geschreven informatie ten behoeve van het functioneren in de maatschappij, om zo de eigen doelen te bereiken en om de eigen kennis en mogelijkheden te ontwikkelen.

## Aspecten
- Op de arbeidsmarkt wordt een sterk beroep gedaan op geletterdheid. Een lage geletterdheid gaat gepaard met slechtere economische kansen voor het individu. In extreme vorm leidt het tot uitsluiting uit het arbeidsproces.
- Het beheersen van taalvaardigheden blijkt essentieel voor het verwerven en behouden van een positie op de arbeidsmarkt.
- Bij het maken van verantwoorde maatschappelijke keuzes is geletterdheid essentieel; het is een noodzakelijke voorwaarde voor deelname aan het maatschappelijk leven en burgerschap.
- Volwassenen met een laag niveau van geletterdheid lopen meer risico op werkloosheid en zijn daardoor vaker aangewezen op een vervangend inkomen. Het verband tussen lage taal-, reken- en digitale vaardigheden enerzijds en inkomen (of armoede) anderzijds heeft implicaties voor het sociaal beleid van de overheid.
- Een goede manier om na de schoolperiode taal- en rekenvaardigheden op peil te houden of te verbeteren is deelname aan een of andere vorm van volwasseneneducatie. Cijfers daarover zijn echter weinig hoopgevend. De deelname aan deze opleidingen neemt enigszins toe, maar deze stijging komt vrijwel volledig op rekening van hooggeschoolden.
- Door bezuinigingen van de overheid is het aantal taalcursussen sterk verminderd.
- Geletterdheid is ook van belang om je goed te kunnen redden in de gezondheidszorg. Denk aan het goed kunnen begrijpen van medische adviezen of bijsluiters van medicijnen. De vaardigheden die hiervoor nodig zijn noemt men ook wel gezondheidsvaardigheden[2]. Dit betekent dat je in staat bent om informatie over gezondheid te kunnen vinden, begrijpen en toepassen. Ongeveer 3 op de 10 Nederlanders heeft beperkte gezondheidsvaardigheden[3]. Oplossingen liggen bij het verbeteren van (taal)vaardigheden, maar ook bij het begrijpelijker en toegankelijker maken van de gezondheidszorg[4].

## Nederland
Nederland kende volgens een onderzoek in 2024 2,5 miljoen laaggeletterden (ongeveer 13% van de bevolking). Laaggeletterdheid kost zorgverzekeraars en de maatschappij 549 miljoen euro in 2018.
Daarvan behoorde 1,1 miljoen tot de potentiële beroepsbevolking tussen 16-65 jaar in 2008. 70% van de laaggeletterden was autochtoon, de helft ervan werkte, vrouwen waren oververtegenwoordigd en bij allochtonen kwam het relatief vaker voor in 2008.
In 2011 gaf de overheid het Actieplan Laaggeletterdheid 2012-2015 'Geletterdheid in Nederland' uit met daarin maatregelen om geletterdheid in Nederland verder te bevorderen.
In 2013 zijn vele regionale samenwerkingsverbanden gesloten tussen taalaanbieders, gemeenten, bedrijven en bibliotheken om laaggeletterdheid te bestrijden; onder andere met stichtingen als Taalkracht en Stichting Lezen & Schrijven, en op ROC's en bij andere "taalaanbieders" worden Lees- & Schrijfcursussen en lessen Nederlandse taal gegeven.
In 2015 werd het vervolg op dit Actieplan aan de Tweede Kamer gestuurd. Het nieuwe Actieplan heette "Tel mee met Taal" en heeft een looptijd van drie jaar. Het wordt gezamenlijk uitgevoerd door de ministeries van Onderwijs, Sociale Zaken en Volksgezondheid Het doel van het nieuwe actieplan was om circa 50.000 laaggeletterde volwassenen aan een cursus te laten deelnemen, duizenden taalmaatjes te trainen en laaggeletterdheid te voorkomen door kinderen te stimuleren om te lezen.
Op 20 april 2016 verscheen een studie van de Algemene Rekenkamer, die met veel hogere cijfers kwam: "Er zijn in Nederland 2,5 miljoen mensen die moeite hebben met taal en/of rekenen."
Veel openbare bibliotheken hebben speciale collecties voor mensen die hun lees- en schrijfvaardigheid willen verbeteren. Mensen die moeten inburgeren (inburgeraars) en mensen die de Nederlandse taal (beter) willen leren beheersen kunnen hier gebruik van maken. De tekst van deze boeken is vaak hertaald naar eenvoudiger Nederlands: kortere zinnen, grotere letters en geen volle bladspiegel (zogenoemde groot-letterboeken). De jaarlijkse campagne 'Nederland Leest' is bedoeld om het lezen van boeken te propageren en te bevorderen.
Naast het verbeteren van (taal)vaardigheden is er in de maatschappij ook steeds meer aandacht voor het vereenvoudigen van informatie, zodat deze voor meer mensen te begrijpen is. Denk aan het vereenvoudigen van informatie in de zorg. Dit draagt bij aan het terugdringen van gezondheidsverschillen die bestaan in de samenleving.

## Vlaanderen
In Vlaanderen is één op de zeven volwassenen -dat zijn bijna 900.000 mensen- functioneel laaggeletterd. Dit wil zeggen dat ze niet voldoende kunnen lezen, schrijven, rekenen of computeren om zelfstandig te kunnen functioneren en groeien in de samenleving. Vlaanderen presteert met de volwasseneneducatie onder het Europese gemiddelde.
Zowel in Nederland als in Vlaanderen wordt gestreefd naar een daling van het aantal laaggeletterden. Bij de Centra voor Basiseducatie kan men hiervoor de basisvaardigheden opnieuw aanleren of inoefenen.

## Wereldwijd
Vooral in ontwikkelingslanden zijn er nog veel laaggeletterden. In China is het aantal mensen dat laaggeletterd is erg hoog.